# Seat Toledo
SEAT Toledo var en serie af små mellemklassebiler bygget af SEAT mellem 1991 og 2009. I slutningen af 2012 blev modelserien genintroduceret.

## Overblik over de enkelte byggeserier
- Toledo I
1991−1998
- Toledo II
1998−2004
- Toledo III
2004−2009
- Toledo IV
2012−2019